# 치악고등학교
치악고등학교(雉岳高等學校)는 대한민국 강원특별자치도 원주시 관설동에 있는 공립 고등학교이다.

## 학교 연혁
- 2003년 2월 17일 : 남원주고등학교(가칭)로 설립 인가
- 2004년 8월 23일 : 남원주고등학교(가칭)에서 치악고등학교로 교명 확정
- 2005년 3월 1일 : 초대 허엽 교장 취임
- 2005년 3월 2일 : 제1회 입학식 거행(8학급 282명)
- 2005년 4월 15일 : 개교식 거행
- 2009년 10월 31일 : 1학년 12학급(총 34학급) 인가
- 2022년 3월 1일 : 제8대 이규운 교장 취임
- 2025년 1월 3일 : 제18회 졸업식(졸업생 274명, 졸업생 누계 6,439명)
- 2025년 3월 4일 : 제21회 입학식(9학급 268명)

## 참고 자료
- 치악고등학교 - 한국교육학술정보원 학교알리미